# Sheridan (album)
Sheridan è il primo album in studio dell'attrice e cantante inglese Sheridan Smith, pubblicato nel 2017. 

## Tracce
1. Crazy – 3:25
2. Anyone Who Had a Heart – 3:27
3. City of Stars – 3:20
4. Mad About the Boy – 3:55
5. I Smell a Rat – 2:32
6. Dinner at Eight – 4:22
7. Superstar – 3:49
8. Hurt – 3:36
9. Addicted to Love – 4:45
10. My Man – 3:10
11. For Forever – 4:33
12. And I Am Telling You I'm Not Going – 4:34